# Koekelare
Koekelare è un comune belga di 8 664 abitanti, situato nella provincia fiamminga delle Fiandre Occidentali.